# 馬羅尼·馬田
馬羅尼·馬田（法語：Malaury Martin，1988年8月25日—）是一名法國足球運動員，司職中場，現效力英冠球會米杜士堡。他於法甲球會摩納哥展開其職業足球生涯，曾外借效力法乙球會尼美斯，於2010年加盟新升英超的黑池。
他曾效力法國U17、U18、U19和U21國家隊，並擔任隊長。

## 球會
早年
馬田出生於尼斯，於2005/06年球季首次代表摩納哥上陣，於2006年5月13日球隊賽和南錫2:2一仗落場，這亦是他全年唯一一場賽事。2007/08年球季他替球會上陣8場。
2007年他成為摩納哥預備組的隊長，於代表法國U19出戰於奧地利舉行的2007年歐洲U19國家盃後，獲歐洲足協官網選為球壇的「未來希望」，並指他：「總是十分冷靜、積極地搶佔中場，盡力為球隊在賽事上爭取成績。長傳和短傳的能力皆非常高，看過他在對塞爾維亞一仗的表現後，我們知道他亦是一位罰球能手。」
2008/09年球季他被外借至法乙球會尼美斯。9月12日主場0:1不敵杜亞斯的賽事首次替新球會上陣。他為球隊上陣14場，助尼美斯以1分之差護級成功。
黑池
2010年7月，他前往英超升班馬黑池試腳，參加在德文郡舉行的季前賽西南部挑戰盃（South West Challenge Cup）。7月20日首次為「海邊人」上陣，他帶領球隊以2:1擊敗，並獲選為最佳球員。
8月11日，馬田獲得黑池一年合約。上半季未有獲得上陣機會，受傷患困擾下半季更被撤銷英超25人名單註冊，隨著黑池於球季結束後降班返回英冠，馬田亦於合約屆滿後遭放棄，期間沒有為球隊在正式賽事中上陣。
米杜士堡
2011年7月18日於短暫試訓後獲得英冠球會米杜士堡提供一紙一年合約。

## 國家隊
馬田曾為法國U17和U21代表隊的隊長。
在2007年於奧地利舉行的歐洲U19國家盃，馬田在分組賽5:2大勝塞爾維亞的賽事中梅開二度，助球隊晉級四強。

## 外部連結
- 足球数据库：Malaury Martin的球员统计数据
- 摩納哥網資料